# Mansonella
Genre
Mansonella est un genre de nématodes décrit par E. C. Faust dans Human Helminthology, 468.
- Il contient 25 espèces dans six sous-genres.
- La Mansonellose est la maladie causée par ces vers.

## Classification
Mansonella (Cutifilaria) Bain & Schulz-Key, 1974
- Mansonella (Cutifilaria) perforata (Uni, Bain & Takaoka, 2004)
- Mansonella (Cutifilaria) wenki Bain & Schulz-Key, 1974

Mansonella (Esslingeria) Chabaud & Bain, 1976
- Mansonella (Esslingeria) leopoldi (Berghe, Peel & Chardome, 1957)
- Mansonella (Esslingeria) longicapita (Eberhard, Campo-Aasen & Orihel, 1984)
- Mansonella (Esslingeria) lopeensis (Bain, Moisson, Huerre, Landsoud-Soukate & Tutin, 1995)
- Mansonella (Esslingeria) rotundicapita (Eberhard, Campo-Aasen & Orihel, 1984)

Mansonella (Mansonella) Faust, 1929
- Mansonella (Mansonella) llewellyni Price, 1962
- Mansonella (Mansonella) longicapitata Eberhard, Campo-Aasen & Orihel, 1984
- Mansonella (Mansonella) ozzardi (Manson, 1897)
- Mansonella (Mansonella) perstans (Manson, 1891)
- Mansonella (Mansonella) rotundicapitata Eberhard, Campo-Aasen & Orihel, 1984
- Mansonella (Mansonella) semiclarum Fain, 1974

Mansonella (Sandnema) Chabaud & Bain, 1976
- Mansonella (Sandnema) sunci (Sandground, 1933)

Mansonella (Tetrapetalonema) Faust, 1935
- Mansonella (Tetrapetalonema) akitensis Uni, 1983
- Mansonella (Tetrapetalonema) colombiensis Esslinger, 1982
- Mansonella (Tetrapetalonema) interstitium Price, 1962
- Mansonella (Tetrapetalonema) mariae (Petit, Bain & Roussilhon, 1985)
- Mansonella (Tetrapetalonema) marmosetae (Faust, 1935)
- Mansonella (Tetrapetalonema) mystaxi Eberhard, 1978
- Mansonella (Tetrapetalonema) panamensis (McCoy, 1936)
- Mansonella (Tetrapetalonema) peruviana (Bain, Petit & Rosales-Loesener, 1986)
- Mansonella (Tetrapetalonema) saimiri Esslinger, 1981
- Mansonella (Tetrapetalonema) tamarinae (Dunn & Lambrecht, 1963)
- Mansonella (Tetrapetalonema) zakii Nagaty, 1935

Mansonella (Tupainema) Eberhard & Orihel, 1984
- Mansonella (Tupainema) dunni (Mullin & Orihel, 1972)